# Юнгстедт, Аксель
Аксель Адольф Харальд Юнгстедт (швед. Axel Adolf Harald Jungstedt, 17 марта 1859, Норрчёпинг, Эстергётланд, Швеция — 14 марта 1933, Стокгольм, Швеция) — шведский художник.

## Биография
Аксель Адольф Харальд Юнгстедт родился в Норрчёпинге в Швеции в семье Йохана Нильса Юнгстедта и Матильды Сундиус. Аксель являлся братом художника Августа Юнгстедта и оперной певицы Матильды Юнгстедт, а также двоюродным братом генерал-лейтенанта Хьюго Юнгстедта.
Юнгстедт с 1878 по 1883 год учился в Королевской академии свободных искусств и в частном порядке у Эдварда Персея. После окончания учёбы Аксель совершил учебные поездки по стипендии академии в 1884—1888 годах в Италию, Германию и Швейцарию. В Париже он учился у Вильяма Бугро. Юнгстедт совершал летние поездки в Швейцарию в 1886 и 1887 годах. Некоторое время он жил в Мюнхене, а также посетил Дрезден и Берлин.
В 1888 году Аксель вернулся в Стокгольм и открыл свою собственную школу живописи, которая действовала до 1896 года. Среди его учеников были Эмерик Стенберг и Эльза Бесков. Юнгстедт был награждён Медалью литературы и искусств в 1899 году. С 1909 по 1925 год Аксель являлся профессором Королевской академии свободных искусств.
В 1890-х годах Юнгстедт получил свой первый заказ на портрет. В 1892 году Аксель исполнил алтарные произведения для церкви Норра Вингс и церкви Сура, а в 1905 году для церкви Ведерслёв и в 1925 году для церкви Сторкиркофёрсамлинген в Стокгольме. Среди его работ имеется украшение в Королевской опере в Стокгольме. Его работы выставлены в Гётеборгском художественном музее, Национальном музее Швеции, Шведской королевской академии наук и Государственном музее искусств в Копенгагене. Аксель Юнгстедт также представлен в Национальном музее искусства в Норвегии с картиной Dannemora gruver (Даннеморские рудник) 1890 года.

## Награды
- Медаль литературы и искусств (1899)

## Галерея

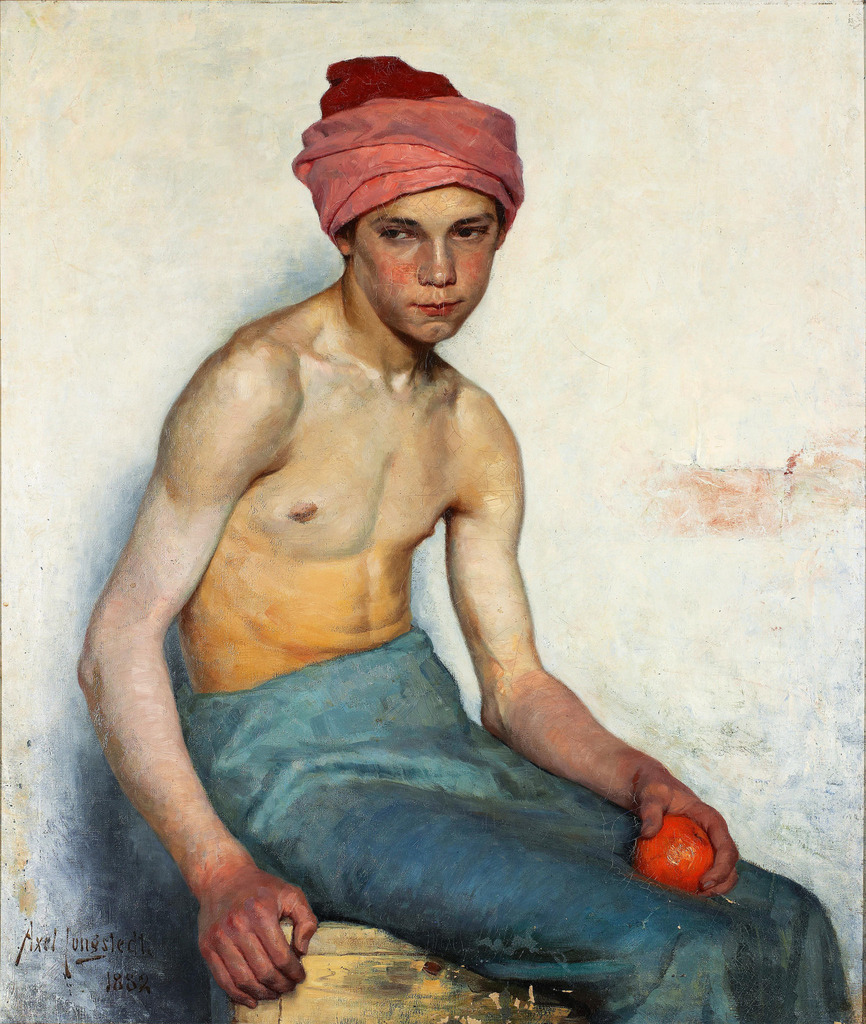
Мальчик с апельсином (1882)
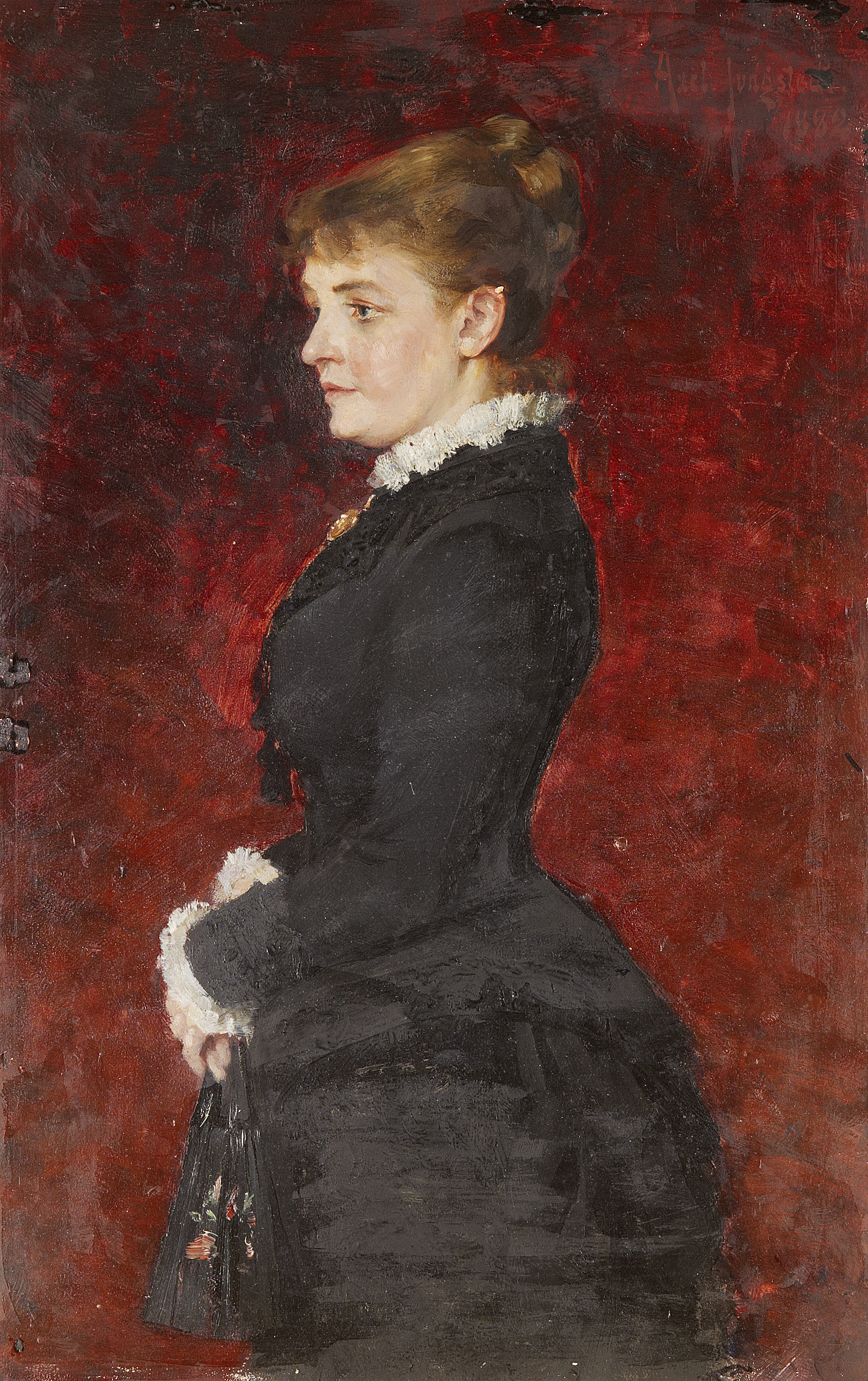
Дама в черном платье (1882)
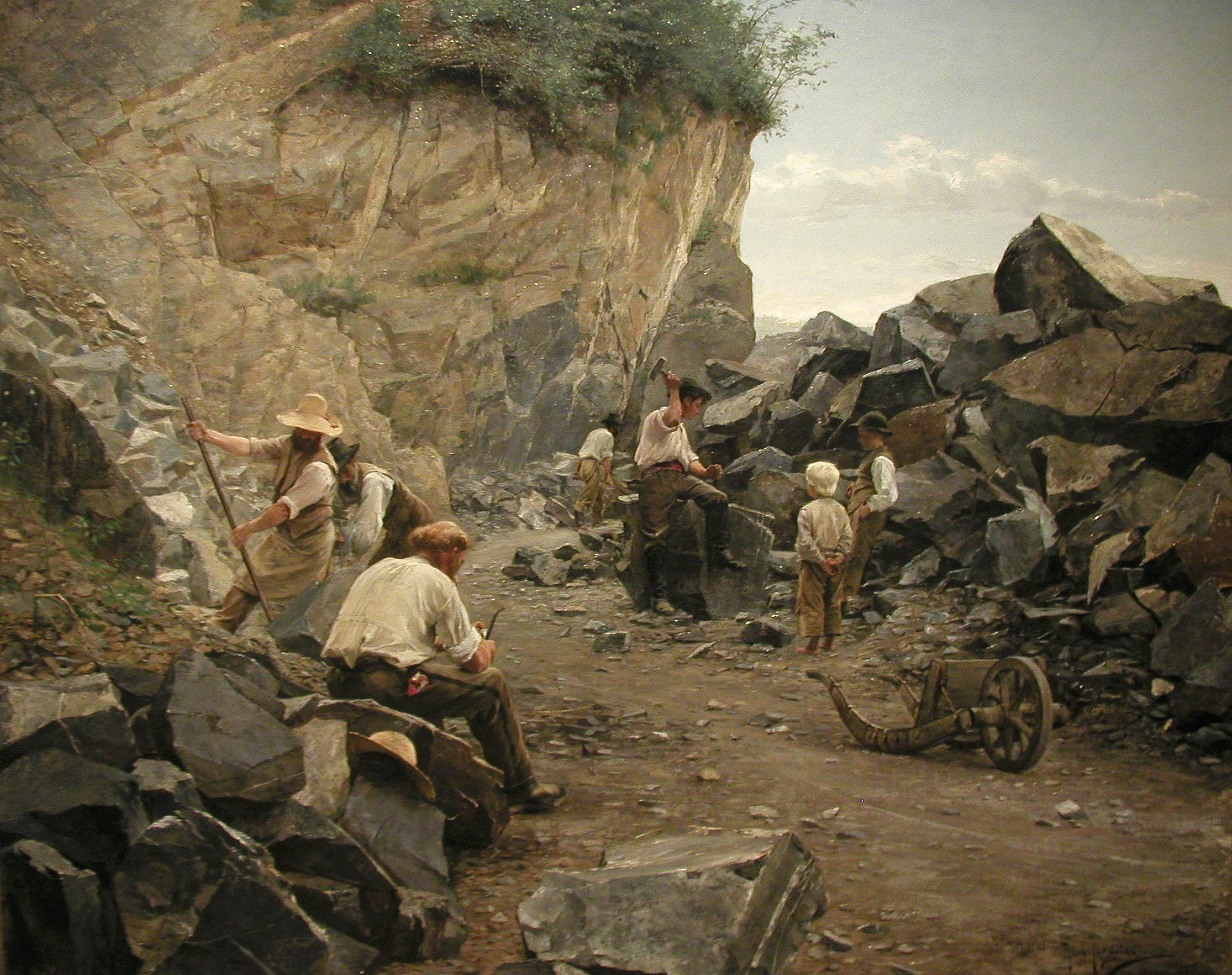
В карьере (1886)
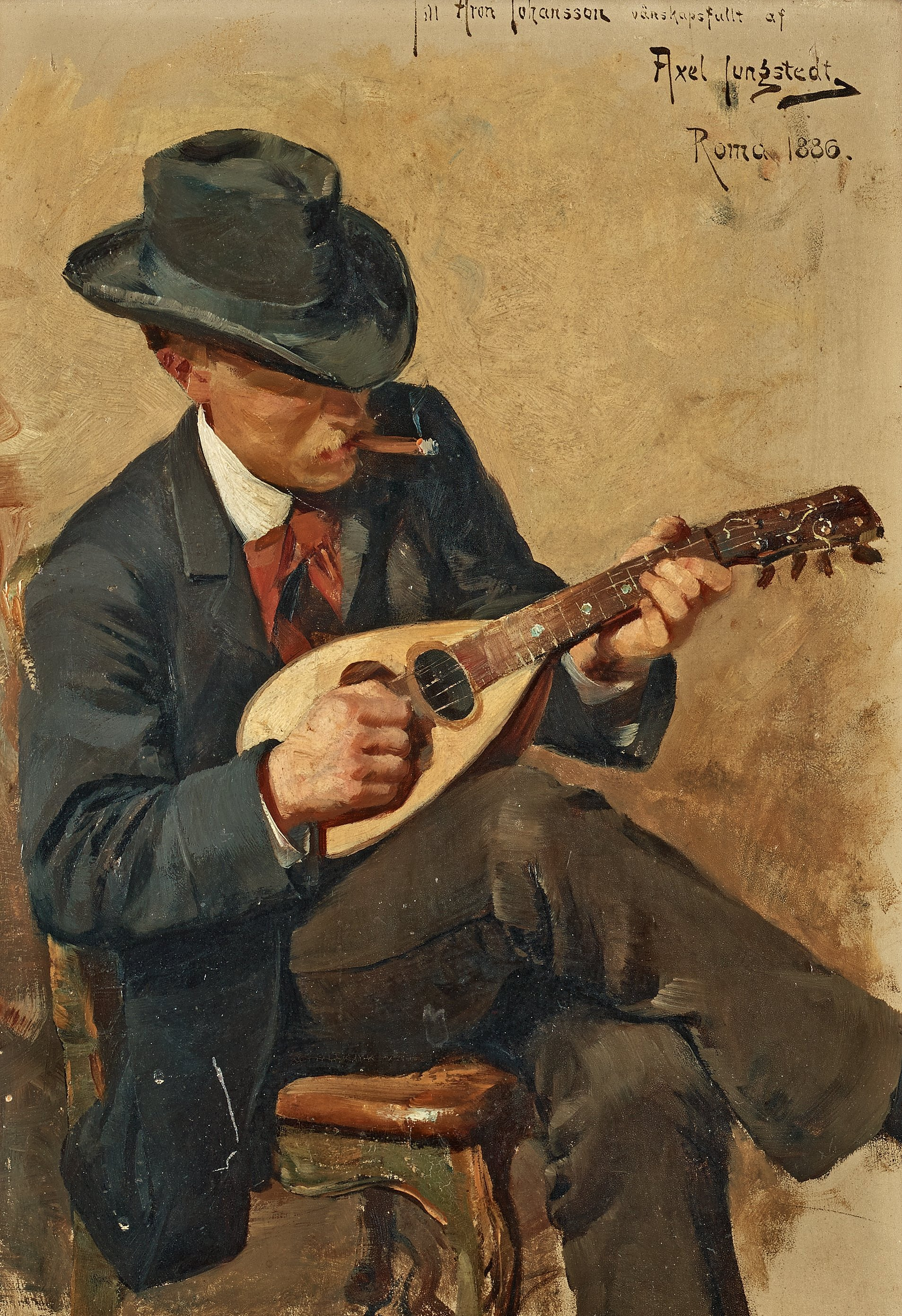
Портрет архитектора Арона Йоханссона (1886)
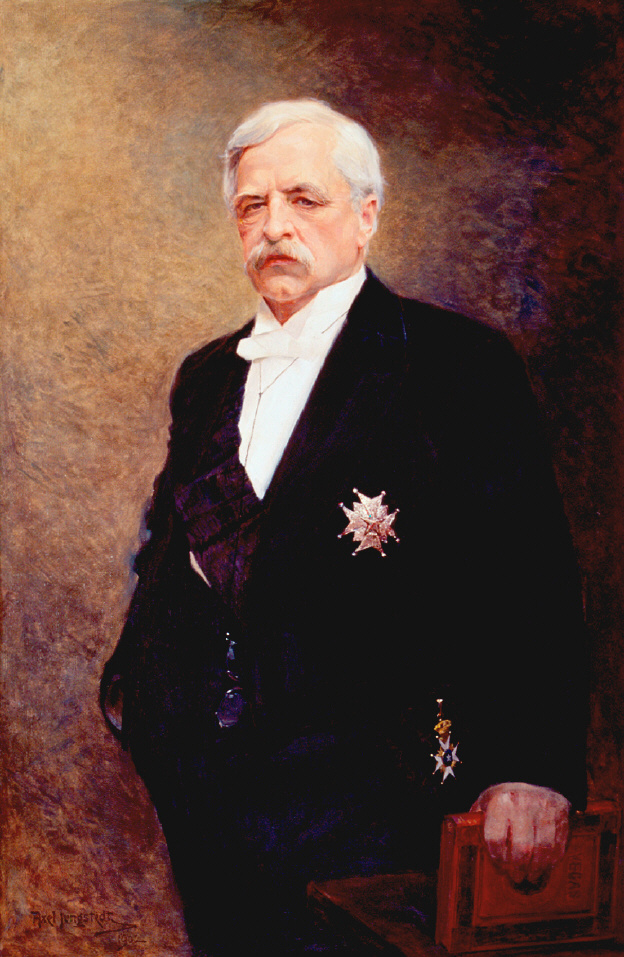
Адольф Эрик Норденшельд (1902)